# Luiza Brunet
Luiza Botelho Brunet (Itaporã, 24 de maio de 1962) é uma empresária, atriz, ativista, palestrante e modelo brasileira.

## Biografia
Filha de Luiz da Silva, um agricultor cearense de Sobral, e de Alzira Botelho, uma costureira mineira de Almenara, Luiza nasceu em uma casa humilde de madeira em Itaporã, no interior de Mato Grosso do Sul. Foi a segunda filha de oito irmãos. Quando completou 9 anos, seus pais decidiram sair de Itaporã em busca de oportunidades melhores de trabalho e foram viver no bairro de Inhaúma, no Morro do Engenho, subúrbio carioca. Sem conseguir trabalho formal, seu pai virou camelô, e a mãe, faxineira. Luiza começou a trabalhar aos doze anos como babá. Durante sua adolescência trabalhou também como empregada doméstica, empacotadora em um supermercado e vendedora em uma loja de roupas.

## Carreira
Brunet então decidiu que queria tentar também a carreira de modelo. Após participar e vencer alguns concursos de desfile e fotografia, tornou-se top model exclusiva das calças Dijon. Fez ensaios nua para diversas revistas masculinas, como Ele e Ela e Playboy, tornando-se um dos grandes símbolos sexuais do Brasil nos anos 1980 e 1990.
Luiza Brunet teve uma breve carreira de atriz com algumas participações especiais, atuando em Anjo Mau (1997–1998), Araponga (1990–1991), O Mapa da Mina (1993), além do filme Os Trapalhões e o Rei do Futebol (1986).
Em sua estreia no São Paulo Fashion Week, em 13 de junho de 2007, após toda uma carreira de sucesso nas passarelas, Luiza desfilou para a grife da amiga Tereza Santos. A modelo possuía as seguintes medidas: 1,76 m, 63 kg, 89 cm de busto, 64 de cintura e 91 de quadris.
Em 2025, Luiza Brunet participou de uma série especial da revista Vogue Brasil, lançada em comemoração aos 50 anos da publicação. Ao lado da modelo Rita Carreira, Luiza integrou uma das edições temáticas, discutindo as particularidades da profissão de modelo e os diferentes padrões de beleza ao longo das gerações. No ensaio e na entrevista, destacou-se como porta-voz de mensagens de empoderamento feminino, abordando temas como mercado de trabalho, maternidade e aceitação.
Durante a conversa, Brunet afirmou: “A beleza da juventude pertence à juventude. Os jovens são lindos, mas não têm maturidade. E, quando você vai amadurecendo, vai adquirindo poder. E poder é muito bom!”. A edição fez parte de uma série de encontros com personalidades que marcaram a moda e a cultura brasileiras, reforçando a relevância de Luiza Brunet no cenário contemporâneo.

### Carnaval

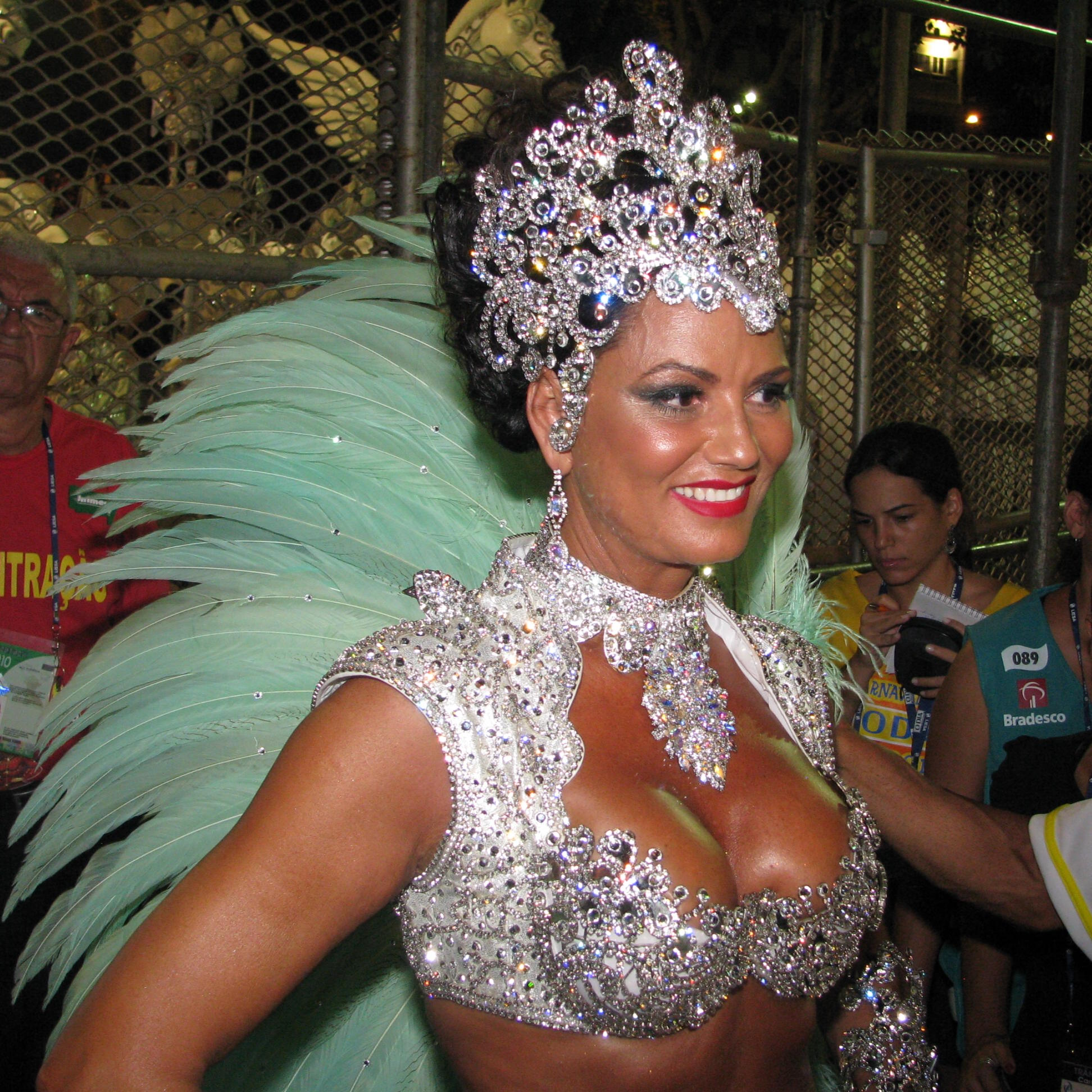
Brunet como rainha de bateria da Imperatriz Leopoldinense no carnaval carioca de 2010

Luiza Brunet foi rainha da bateria da Portela de 1986 até 1994. A partir de 1995, foi rainha da Imperatriz Leopoldinense onde participou de quatro títulos: 1995, 1999, 2000 e 2001. Afastou-se dos desfiles após o carnaval de 2005, mas retornou ao seu posto no carnaval de 2008.

## Vida pessoal
Aos 16 anos, em 1978, conheceu seu primeiro namorado, o engenheiro Gumercindo Brunet. Com um ano de namoro Luiza descobriu estar grávida, e optou por um aborto. Em entrevistas Luiza afirmou ser a favor da descriminalização do aborto no Brasil. Também afirmou ser feminista e a favor da descriminalização do uso recreativo de drogas.
Em 1980, casou-se com Gumercindo, mas divorciou-se dele em 1984.
No mesmo ano de seu divórcio, Luiza conheceu Armando Fernandez e estiveram casados entre os anos de 1985 até 2008. O casal gerou dois filhos, Yasmin Brunet em 1988, e Antônio em 1997. Nove meses após a complicada gestação de Antônio, Luiza engravidou novamente e decidiu abortar a gravidez, temendo a hipótese das mesmas dificuldades da gestação anterior.
Em 2011, Luiza iniciou um relacionamento com o empresário Lírio Parisotto. Contudo, o casal se separou em 2016. O motivo foi uma agressão sofrida por Luiza. Posteriormente, Luiza Brunet fez uma denúncia de agressão contra o empresário, que foi condenado a um ano de detenção.
Em entrevistas revelou que sempre teve depressão e que as crises se agravaram após ter sido agredida, voltando a frequentar sessões de psicoterapia.

## Filmografia

### Televisão
| Ano  | Título               | Personagem            | Nota                         |
| ---- | -------------------- | --------------------- | ---------------------------- |
| 1982 | Elas por Elas        | Ieda (em sonho)       | Episódio: "15 de setembro"   |
| 1986 | Cambalacho           | Veridiana             |                              |
| 1988 | Caso Especial        | Top Model             | Episódio: "Garota da Capa"   |
| 1990 | Araponga             | Dalila Pereira Gomes  |                              |
| 1993 | O Mapa da Mina       | Nadir da Silva        |                              |
| 1997 | Anjo Mau             | Teresa Ribeiro Novaes |                              |
| 1999 | Torre de Babel       | Valentina Gusmão      |                              |
| 2005 | Belíssima            | Ela mesma             | Episódio: "7 de novembro"    |
| 2007 | Dança no Gelo        | Participante          | Temporada 3                  |
| 2007 | Duas Caras           | Ela mesma             | Episódio: "17 de dezembro"   |
| 2008 | Beleza Pura          | Ela mesma             | Episódio: "4 de junho"       |
| 2009 | Viver a Vida         | Ela mesma             | Episódio: "31 de março"      |
| 2010 | Ti Ti Ti             | Ela mesma             | Episódio: "7–20 de setembro" |
| 2013 | Correio Feminino     | A Mulher Madura       |                              |
| 2016 | Velho Chico          | Madalena (Madá)       |                              |
| 2023 | Xuxa, o Documentário | Ela mesma             |                              |

### Cinema
| Ano  | Título                           | Papel     | Nota           |
| ---- | -------------------------------- | --------- | -------------- |
| 1986 | Os Trapalhões e o Rei do Futebol | Aninha    |                |
| 1988 | S.O.S Brunet!                    | Ela mesma | Curta-metragem |

### Videoclipes
| Ano  | Música                    | Artista    |
| ---- | ------------------------- | ---------- |
| 1985 | "Mistérios da Meia Noite" | Zé Ramalho |